# جامعة لوغانسك الوطنية
جامعة لوغانسك الوطنية هي جامعة تقع في أوكرانيا من أفضل الجامعات في دراسة الهندسة على وجه الخصوص وفي تحضير الطلبة الأجانب غير الناطقين باللغة الروسية كونها ضمت الطلبة إلى كلية التربية لأساليب تدريس اللغة الروسية لغير الناطقين بها، وأثبتت نجاحاتها المبهرة في تعليم الطلبة العرب على وجه التحديد من الأردن وسوريا والسعودية والإمارات العربية والجزائر وتونس. وقد أسست لذلك مباني خاصة للطلبة مهيئة لخدمة متميزة تضم غرف المعيشة المجهزة ومطاعم عربية وصالات رياضة بالإضافة إلى تزويد الطلبة بشبكة الإنترنت شبه مجاني وسبب تلك النجاحات يعود إلى تخصيص الجامعة برامج لكل تخصص:
- برنامج السنة التحضيري لطلبة الطب

- برنامج السنة التحضيرية لطلبة الهندسة

- برنامج السنة التحضيري لطلبة العلوم الإدارية والاقتصاد